# The Badness of Burglar Bill
The Badness of Burglar Bill è un cortometraggio muto del 1913 diretto da Frank Wilson.

## Trama
Un agente di polizia si traveste da barbone per catturare un ladro che, a sua volta si è travestito, però da donna.

## Produzione
Il film fu prodotto dalla Hepworth.

## Distribuzione
Distribuito dalla Hepworth, il film - un cortometraggio in 144,02 metri - uscì nelle sale cinematografiche britanniche nel gennaio 1913.
Si conoscono pochi dati del film che, prodotto dalla Hepworth, fu distrutto nel 1924 dallo stesso produttore, Cecil M. Hepworth. Fallito, in gravissime difficoltà finanziarie, il produttore pensò in questo modo di poter almeno recuperare il nitrato d'argento della pellicola.